# جائزة زايد الدولية للبيئة
جائزة زايد الدولية للبيئة هي جائزة أسسها الشيخ محمد بن راشد آل مكتوم، وتعتبر من أهم مساهمات دولة الإمارات العربية المتحدة في دعم وتشجيع العمل البيئي المتميز على مستوى العالم، وتهدف الجائزة، التي تبلغ قيمتها مليون دولار أمريكي، إلى دعم وتشجيع الإسهامات البارزة والرائدة في مجال البيئة، بما يدعم أهداف الألفية في حماية وتحسين البيئة وتنفيذ جدول أعمال القرن الحادي والعشرين وخطة جوهانسبرغ لتحقيق التنمية المستدامة.
أسسها  الشيخ محمد بن راشد آل مكتوم نائب رئيس الدولة رئيس مجلس الوزراء حاكم دبي،  في 29 يناير من عام 1999وتتكون الجائزة من مبلغ مالي قدره مليون دولار أميركي ومُجسّم ودبلوم جائزة زايد لكل فائز، يقدمها سمو راعى الجائزة للفائزين في حفل رسمي بمدينة دبي كل سنتين.

## أهداف الجائزة
تهدف الجائزة، إلى دعم وتشجيع الإسهامات البارزة والرائدة في مجال البيئة، بما يدعم أهداف الألفية في حماية وتحسين البيئة وتنفيذ جدول أعمال القرن الحادي والعشرين وخطة جوهانسبرغ لتحقيق التنمية المستدامة.

## أقسام الجائزة
تنقسم الجائزة إلى ثلاث فئات كالآتى:
1. جائزة القيادة العالمية المتميزة في مجال البيئة (500,000 دولار)
2. جائزة الإنجازات العلمية والتقنية في مجال البيئة (300,000 دولار)
3. جائزة الإنجازات البيئية التي تنعكس إيجابا على المجتمع (200,000 دولار)
4. جائزة العلماء الشباب  (50,000 دولار)[3]

## الفائزون بالجائزة
فاز بجائزة القيادة العالمية في الدورات السابقة كل من السيد جيمي كارتر، الرئيس الأمريكي الأسبق، ومؤسسة بي ب سي الإعلامية البريطانية والسيد كوفي عنان، الأمين العام السابق للأمم المتحدة. كما فاز بجائزة الإنجازات العلمية كل من البروفيسر محمد القصاص واللجنة الدولية للسدود ومشروع الألفية لتقييم النظم البيئية بالإضافة إلى العلماء الذين قاموا بتأسيس اللجنة الحكومية للتغيير المناخي (IPCC). أما من المجتمع المدني فقد فاز كل من السيدة يولاندا كاكابادسي (الإكوادور) والسيد استيفان شميدهايني (سويسرا) والدكتورة بدرية العوضي (الكويت) والبروفيسر جمال صافي (فلسطين) والبروفيسر إيميل سالم (اندونيسيا)
السيدة آنجيلا كروبر (ترينيداد).

## الفائزون في  الدورة السادسة
فيما يلي أسماء الفائزين 

#### جائزة الفئة الأولى
الأمير ألبرت الثاني أمير موناكو

#### جائزة الفئة الثانية
الدكتور زاكري عبد الحميد من ماليزيا، والدكتور اشوك خوسلا من الهند

#### جائزة الفئة الثالثة
الدكتور لوك هوفمان من سويسرا، وبولا كاباليرو قوميز من كولومبيا.

## معايير الجائزة
باب الترشـيح لجـائزة زايد الدولـية للبـيئة مفـتوح لكل الأفراد والجماعات والشركات والمؤسسات والهيئات والمنظمات الحكومية وغير الحكومية الذين يستوفون الشروط والمواصفات المذكورة أدناه وهذه بمثابة دعوة للجميع خاصة من منطقتنا الخليجية والعربية. ويتأهل للجـائزة كل من ينجح، من الأفراد أو المؤسسات/المنظمات الحكومية وغير الحكومية والخاصة والمشروعات والشراكات في تحقيق واحدة أو أكثر من الآتى:
- تسليط الضوء على النهج البيئي ومساهمته في تحقيق التنمية المستدامة
- تفعيل آلية العمل المشترك إقليمياً ودولياً في حل قضايا البيئة.
- المعالجة الناجحة والحل الدائم لقضية بيئية معينة.
- النجاح في جلب قضايا بيئية هامة إلى بؤرة اهتمام الجمهور والسلطات، وحشد وتحريك الجهود المحلية أو الإقليمية أو الدولية نحو العمل على حل تلك القضايا ومعالجتها بنجاح
- المشاركة الفعالة في تطوير المفاهيم والأساليب النظرية أو العملية المعنية بالشؤون والاهتمامات البيئية.
- تنفيذ مبادرات أو نشاطات تؤدي إلى تغيير إيجابي في المجتمع وتصلح كنموذج للمجتمعات الأخرى.

يجب أن يكون الإنجاز المرشح لنيل الجائزة رائدا ويتميز بالإبداع، كما يجب أن يكون دور الشخص المرشح أو الجهة المرشحة فيه مباشرا وواضحا.

## الهيكل التنظيمي للجائزة
يتكون الهيكل التنظيمي للجائزة من:
- اللجنة العليا
- هيئة المحكمين الدولية
- اللجنة الاستشارية الفنية
- الأمانة العامة للجائزة

## أعضاء اللجنة العليا للجائزة
| الترتيب | الاسم                                  | المنصب                 |
| ------- | -------------------------------------- | ---------------------- |
| 1       | محمد أحمد بن فهد                       | رئيس اللجنة العيا      |
| 2       | أحمد محمد رفيع                         | نائب رئيس اللجنة العيا |
| 3       | لأستاذ الدكتور عبدالرحمن سلطان الشرهان | عضو                    |
| 4       | الدكتورة مشكان محمد العور              | عضو                    |
| 5       | الدكتور غيث غانم السويدي               | عضو                    |
| 6       | الدكتور سعد الدين محمد النميري         | عضو                    |
| 7       | السيد علي أحمد النجار                  | عضو                    |
| 8       | الدكتور خالد احمد عمر                  | عضو                    |
| 9       | المهندس حمدان الشاعر                   | عضو                    |
| 10      | ظاعن محمد شاهين                        | عضو                    |